# Kuk (Papoea-Nieuw-Guinea)
Kuk is een archeologische site in Papoea-Nieuw-Guinea. Tijdens de opgravingen zijn drainagestelsels gevonden van circa 9000 v. Chr. In 2008 is Kuk geplaatst op de Werelderfgoedlijst van de UNESCO.
In de oudste opgravingslaag werden fytolieten van banaan gevonden. In combinatie met de drainagestelsels wijst dit op bananenteelt. De ouderdom van deze laag is met C14-datering vastgesteld op 10.190 cal BP. Dit is het oudst bekende voorbeeld van bananenteelt.